# Marika Sundin
Marika Sundin (* 19. Dezember 1991) ist eine ehemalige schwedische Skilangläuferin.

## Werdegang
Sundin nahm bis 2011 an Juniorenrennen teil. Von 2011 bis 2016 trat sie vorwiegend beim Scandinavian Cup an. Ihr erstes Weltcuprennen lief sie Ende November 2012 in Gällivare, welches sie mit dem 57. Platz über 10 km Freistil beendete. Im Januar 2013 holte sie in Liberec mit dem 19. Platz im Sprint ihre ersten Weltcuppunkte. In der Saison 2013/14 kam sie im Scandinavian Cup sechsmal unter die ersten Zehn, darunter Platz zwei im 10-km-Massenstartrennen in Otepää und belegte zum Saisonende den achten Platz in der Gesamtwertung. Ihr bestes Weltcupergebnis im Einzel war im März 2014 der siebte Platz im Sprint in Lahti. In ihrer letzten Saison als aktive Sportlerin 2015/16 errang sie im Scandinavian Cup sechs Platzierungen unter den ersten Zehn. Dabei belegte sie in Vuokatti über 10 km Freistil den zweiten Platz und zum Saisonende den 14. Platz in der Gesamtwertung. Ihr letztes Rennen im Weltcup lief sie im Februar 2016 in Oslo, wobei sie den 39. Platz im 30-km-Massenstartrennen errang.
Von 2012 bis 2016 startete sie ebenfalls im Rollerski-Weltcup, bei den sie 21 Podiumsplatzierungen und 11 Siege holte. Sie gewann 2012 den Rollerski-Gesamtweltcup und belegte 2015 den zweiten Rang. 2014 wurde sie schwedische Meisterin im Rollerski über die Kurzdistanz. Im September 2015 holte sie bei den Rollerski-Weltmeisterschaften im Val di Fiemme im 10-km-Berglauf die Silbermedaille und im Teamsprint zusammen mit Linn Sömskar und im 19-km-Massenstartrennen die Goldmedaille.

## Siege im Rollerski-Weltcup

### Siege im Einzel
| Nr. | Datum              | Ort           | Disziplin                      |
| --- | ------------------ | ------------- | ------------------------------ |
| 1.  | 24. August 2012    | Tripoli       | 10 km Freistil Mst. Berglauf   |
| 2.  | 26. August 2012    | Tripoli       | 10 km Freistil                 |
| 3.  | 14. September 2012 | Toblach       | 6 km klassisch                 |
| 4.  | 16. September 2012 | Toblach       | 12 km Freistil                 |
| 5.  | 22. Juni 2013      | Oroslavje     | 10 km Freistil Mst. Berglauf   |
| 6.  | 20. September 2013 | Toblach       | 6 km klassisch                 |
| 7.  | 22. September 2013 | Toblach       | 15 km Freistil Verfolgung      |
| 8.  | 26. Juli 2014      | Sollefteå     | 4,5 km klassisch Mst. Berglauf |
| 9.  | 27. Juli 2014      | Sollefteå     | 15 km Freistil                 |
| 10. | 10. Juli 2015      | Oroslavje     | 10 km Freistil Mst.            |
| 11. | 27. September 2015 | Val di Fiemme | 19 km Freistil Mst.            |

### Siege im Team
| Nr. | Datum              | Ort           | Disziplin             |
| --- | ------------------ | ------------- | --------------------- |
| 1.  | 26. September 2015 | Val di Fiemme | Teamsprint Freistil 1 |